# 악종기
악종기(중국어 간체자: 岳钟琪, 정체자: 岳鍾琪, 병음: yuè zhōng qí 웨중치[*], 1686년 ~ 1754년)는 청나라의 군인이다. 강희제, 옹정제, 건륭제 연간에 활동하였다. 자는 동미(중국어 간체자: 东美, 정체자: 東美, 병음: dōng měi 둥메이[*]), 호는 용재(중국어 간체자: 容斋, 정체자: 東齋, 병음: róng zhāi 롱자이[*]). 건륭제는 그를 삼조무신거벽(三朝武臣巨擘)이라 하였다.

## 같이 보기
- 청나라 치하 티베트